# Braddock Road (stanice metra ve Washingtonu)
Braddock Road je stanice washingtonského metra.
Stanice se nachází v jižní části sítě, ve městě Alexandria ve státě Virginie. Je nadzemní, povrchová s ostrovním nástupištěm, to je s úrovní ulice spojeno jedním párem eskalátorů a výtahem. Také ji lze označit za přestupní; ačkoliv tudy probíhá technicky pouze jedna trasa, vedou tudy dvě linky, a to modrá a žlutá. Stanice je v provozu od 17. prosince 1983.